# Penyagalera
Penyagalera és una muntanya rocosa al vessant nord dels ports de Tortosa-Beseit. La punta de Penyagalera, el cim més alt, té una altitud de 1.035 metres sobre el nivell del mar. El nom de la muntanya (penya i galera) deriva del fet que sembla una quilla de vaixell des de certs angles.